# Katze und Vogel
Katze und Vogel ist der Titel eines bekannten Gemäldes von Paul Klee aus dem Jahr 1928, der Zeit, in der der Künstler Lehrer am Dessauer Bauhaus war. Das Bild zeigt in einem das Format füllenden Ausschnitt das breite Gesicht einer stilisierten Katze, auf deren Stirn ein kleiner Vogel sitzt. Das Gemälde befindet sich heute im New Yorker Museum of Modern Art.

## Beschreibung und Hintergrund
Paul Klee hat immer wieder Bilder und Zeichnungen angefertigt, auf denen Katzen zu sehen sind, Katze und Vogel von 1928 ist die bekannteste Darstellung. Der kleine Vogel auf der Stirn des Porträts befindet sich eigentlich im Kopf der Katze; es ist anzunehmen, dass sie von der potenziellen Beute träumt. In dem Bild spielt der Vogel nur eine Nebenrolle, Hauptfigur ist unangefochten die Katze, deren Gesicht das Format sprengend dominiert. Hauskatzen sitzen oft gern in engen Behältnissen. Ihr Gesichtsausdruck ist geprägt von einer beängstigenden Wachsamkeit, dargestellt in den geöffneten Augen mit den katzentypischen senkrechten Pupillen, aber auch von Ruhe. Klees Farbigkeit ist in diesem Bild gedeckt, von rosa bis hellbraun, sowie bläuliche, grüne und violette Bereiche, im Ganzen eine warme Farbgebung, die dem Wesen wärmeliebender Hauskatzen entspricht. Nur die Nasenspitze erscheint in einem leuchtenden Rot in der Form eines Herzens. Dieses Herz soll als bekanntes Symbol eine Art „liebevolles Verlangen“ ausdrücken. Klee mochte Katzen und hielt sie auch zeitweise zu Hause und in seinem Atelier. Über dem Vogel befindet sich am oberen Bildrand eine Art dunkler Himmelskörper, ein Motiv, das in seinen Bildern häufiger vorkommt. Der Maler betrachtete die Welt als das Modell eines kosmischen Planetariums, das dazu dient, geistige Wahrheiten zu zeigen.
John Sallis, Professor der Philosophie und Kurator des McMullen Museum of Art am Boston College beschreibt Klees Bilder wie folgt:

“There is always something uncanny- unfamiliar, unhomelike- about this upsurgence and simultaneous withdrawal, this rhythm of all rhythms. In spite of his wonderful Cat and Bird ( Katze und Vogel ) painting of 1928 and his domestic devotion to his roguish cat, Fripouille, the fauna of Klee’s canvases tend to be of the more uncanny sort- fish and bugs and microorganisms.”

„Da ist immer etwas Unheimliches – Unbekanntes, Unheimeliges – in diesem Aufstieg und gleichzeitigen Rückzug, diesen Rhythmus aller Rhythmen. Trotz seiner wundervollen Malerei (Katze und Vogel) von 1928 und seiner häuslichen Hingabe zu seiner schelmische Katze Fripouille, erscheint die Fauna von Klees Leinwänden eher von einer unheimlichen Art zu sein – Fische, Käfer und Mikroorganismen.“

Der Maler wollte in seinen Bildern einfache Linien, Formen und Farben für sich selbst wirken lassen. Er nannte das „die reine Kultivierung der Mittel“. Das Sichtbare sollte zurücktreten und sich stattdessen auf das Denken, die Fantasie und den „Hunger des Geistes“ konzentrieren. Er wollte „verborgene Visionen sichtbar machen“. Für die beiden Wesen in diesem Bild verwandte er in der Zeichnung einfache Striche und Linien, die an Kinderzeichnungen, die er als „Quellen der Kreativität“ sah, erinnern. So sind denn auch einfache spitzovale Formen für die Augen, Dreiecke für Nase, Ohren und Katzenmaul prägend für dieses Bild. Der Vogel weist eine ähnliche wellenförmige reduzierte Linie in der Zeichnung auf wie die Augenpartie der Katze und erinnert an Klees Darstellungen zur zeichnerischen Bedeutung der aktiven, medialen und passiven Linien in ihrer geschwungenen Form.
Die Katze stellt Klee als eine Art „magisches Augentier“ dar, der Vogel ist ihr buchstäblich eingeprägt, als ewiger Wunsch der Begierde. Beide Tiere gehören zu den Geschöpfen seiner Erkenntnis, seiner Fantasie für Formen und seiner suggestiven vereinfachten Zeichensprache, die er in jener Zeit nach der Tunisreise als späterer Bauhauslehrer erfahren und ausgebildet hat.
Der amerikanische Kunsthistoriker und ehemalige Kurator am Museum of Modern Art, William Rubin, interpretiert Katze und Vogel aus dem Blickwinkel der Gestaltpsychologie und erwähnt die kleinen Formate der Bilder von Paul Klee. Nur bei kleinen Formaten können sich die Dinge im Kopf abspielen, hier ist es die Katze, die an den Vogel denkt und der ihr nicht mehr „aus dem Kopf gehen will“. Klee spekuliert mit diesem Bild auf die vielleicht unbewussten Kenntnisse des Betrachters, der sonst nicht verstehen würde, dass sich der Vogel nicht außerhalb der Katze befindet, sondern nur in ihrer obsessiven Vorstellung. Rubin ist der Ansicht, dass dieses Bild, was Ausführung und Motiv betrifft, einzigartig in Klees Werk sei.

## Provenienz und Ausstellungen
Laut den Angaben des Provenance Research Projects des Museums übergab der Künstler das Bild 1929 an die Galerie von Alfred Flechtheim in Berlin, es kam 1930 als Leihgabe in das Museum of Modern Art in New York. Im Jahr 1934 wurde es durch Israel Ber Neumann an Franz Herbert Hirschland (1880–1973) verkauft. Nach dessen Tod gelangte es durch Erbschaft an Susan Ann Hirschland und Joan Ellen Hirschland Meijer. 1975 kam es als Geschenk an das Museum of Modern Art in New York (Zum Gedenken an F. H. Hirschland).
- 18. März bis 24. April 1928: Einzelausstellung Paul Klee in der Galerie Alfred Flechtheim.[7]
- 20. Februar bis 19. September 2004: Das MoMA in Berlin, Neue Nationalgalerie Berlin

## Rezeption
Wie viele andere Werke Klees ist auch Katze und Vogel eine oft genutzte Vorlage für den schulischen Kunstunterricht.
- Géraldine Elschner, Peggy Nille: Die Katze und der Vogel. Nach einem Bild von Paul Klee (= Prestel Kunst-Bilderbücher; Prestel junior). Prestel, München 2012, ISBN 978-3-7913-7091-0 (cdn.reseau-canope.fr [PDF] französisch: Le chat et l’oiseau. Paul Klee. Paris 2011. Übersetzt von Katharina Knüppel).